# Lucio Flavio (pretore 58 a.C.)
Lucio Flavio (in latino: Lucius Flavius; fl. 60 a.C.-58 a.C.) è stato un politico e senatore romano.

## Biografia
Della sua vita non si sa quasi nulla, ricoprì le cariche di tribuno della plebe nel 60 a.C. e di pretore nel 58 a.C.
È noto per aver proposto, in qualità di tribuno, una legge che prevedeva la distribuzione di terre ai veterani di Pompeo Magno, sostenuta persino da Cicerone (che la modificò in modo che non danneggiasse eccessivamente i proprietari terrieri), ma veementemente opposta da Metello Celere, console quell'anno. L'opposizione di Metello Celere fu tale che Flavio ordinò di imprigionarlo, ma il console indisse una riunione nella sua stessa prigione, a cui molti esponenti del Senato parteciparono, facendo crollare una parte del muro della cella in modo da poter comunicare con i senatori, dal momento che Flavio impediva l'ingresso.
Durante la sua pretura del 58, Clodio fu corrotto per far scappare dalla casa di Flavio l'erede al trono di Armenia, Tigrane, figlio del re Tigrane II. Si originò così un conflitto tra Flavio e Clodio.